# Albert Barnes (teólogo)
Albert Barnes (1 de dezembro de 1798 - 24 de dezembro de 1870) foi um teólogo americano, nascido em Roma, Nova York. Ele se formou no Hamilton College, Clinton, Nova York, em 1820, e no Seminário Teológico de Princeton em 1823. Barnes foi ordenado ministro presbiteriano pelo presbitério de Elizabethtown, New Jersey, em 1825, e foi sucessivamente pastor da Igreja Presbiteriana em Morristown, New Jersey (1825–1830) e da Primeira Igreja Presbiteriana da Filadélfia (1830–1868). Barnes é mais conhecido por seus extensos comentários bíblicos e notas sobre o Antigo e Novo Testamentos, publicados em um total de 14 volumes na década de 1830. 